# 石本巳四雄

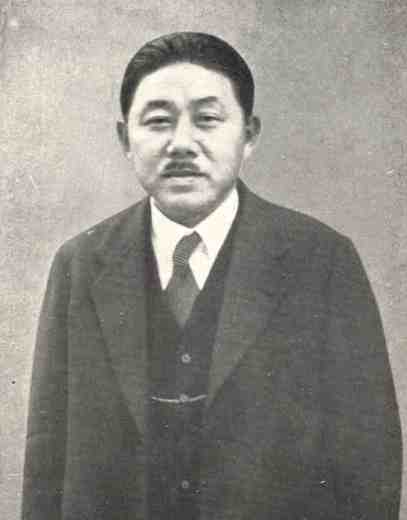
石本巳四雄

石本 巳四雄 (1893年9月17日—1940年2月4日) 是日本地震學家。

## 生平
出生於東京。東京帝國大學校友。1939年与饭田汲事共同发表了《一个观测点记录到的地震动的最大振幅和出现频度的关系表达式》(石本－饭田式)。日本學士院獎獲獎者, 正四位受位者, 勳三等瑞寶章獲得者。

## 外部連結
- . Kotobank.   [2022-01-20]. （原始内容存档于2021-12-17） （日语）.